# サンフラワー (アイドルグループ)
サンフラワー（SUNFLOWER または sunflower）は、日本のアイドルグループ。広島県を拠点に活動している女性アイドルグループである。
広島県の芸能事務所“サンフラワーワンダーランド”（代表:モーチャン［森真喜夫］）所属。

## 概要
主に地元広島県内で、イベントとライブステージの公演を行うローカルアイドルグループだが、関東・関西地方等にも遠征し、ライブツアーも行う。
1999年秋に現プロデューサーモーチャンの元に集まった、歌が好きな女子中高生で結成した「プリンセスパラダイス」が発祥。広島から何かムーブメントを起こしてみようと活動を開始。その後ユニット名を「ガールズカンパニー」とし、1970年代 - 1980年代のディスコソングのカバーをレパートリーとして2001年まで活動し、2001年夏に「サンフラワー」と改名。
2007年8月、山口県平生町のイベントステージを最後に活動休止状態となっていたが、2011年11月からイベント出演を再開した。
最大10名のメンバーで活動していた時期もあるが、数回メンバーの脱退加入を経て、2012年現在のメンバーは4人。なお2007年の活動休止以前には、2人組のsleep'eat（スリーピート）、4人組のRising Power House（ライジングパワーハウス）といった別活動もあった。
これまでに脱退したメンバーは、mika、sayaka（現・神園さやか）、megu、yakko、naru、nami、miki、eri、yoshimi。yu-koは、プロデューサーのモーチャンとDreamest（BY改め）というユニットを組み活動している。kyocoは、単身上京しライブハウスを中心にソロ活動を行う。nachiは、2008年5月-8月末までウェザーニュースのお天気キャスターを務めた。

## メンバー
現在 
- makiko：徳満真紀子（1985年7月30日 - ）A型
スリーピートメンバー現在活動休止中、2012年よりサンフラワーメンバーとして復活
- eri：草羽栄梨子（1985年3月27日 - ）AB型
2011年よりサンフラワーメンバーとして復活
- miki：水野美樹（1985年9月3日 - ）A型
2012年よりサンフラワーメンバーとして復活
- yu-ko：石原優子（1985年9月2日 - ）A型
スリーピートメンバー、ライジングパワーハウスメンバー、2011年よりサンフラワーメンバーとして復活

過去
- nachi：角島奈知（1986年1月21日 - ）A型
ライジングパワーハウスメンバー 、2011年よりサンフラワーメンバーとして復活
- mika：小林美佳（1987年9月20日 - ）O型（2007.3加入の新人）
- kyoco：森今日子（1988年5月18日 - ）AB型
※アメリカ・アトランタへの語学留学で一時期脱退（2007年6月帰国）
- yoshimi：内田好美（1986年12月10日 - ）AB型
- chaco：北田真沙子（1989年2月10日 - ）B型
- nami：上広奈美（1985年8月6日 - ）AB型
- naru：魚谷成海（1988年5月21日 - ）AB型
- sayaka：神薗清華（1986年7月28日 - ）A型
- yakko：城間康子（1984年8月14日 - ）O型？A型
- megu：松本めぐみ（1984年4月10日 - ）
- RIKA：熊本梨佳（1980年6月26日 - ）B型
サンフラワーのダンスインストラクターだったがメンバーとして加入、ライジングパワーハウスメンバー

## CD
- SFWA 1stアルバム「Thanks」
- SFWA 2ndアルバム「デートしたい!」
- SFWS 1stシングル「プリンセスパラダイス」
- SFWA 3rdアルバム「Wonder BEST!」
- 自主制作「願い星」
- 自主制作「クリスタルグッバイ」
- ビクターエンタテインメント「もぎたてアイドル発見伝」

### 企画音源
- キングレコード「踊れ!たいやきくん」
- SFWS 福山競馬応援ソング「One day」
- コロムビアレコード「ROLLING GIRLS〜もっと…〜」

## メディア

### テレビ

#### レギュラー番組
- Local★STAR ひらめっ娘学園（テレビ新広島、2006年4月 - 2007年3月）

### ラジオ

#### レギュラー番組
- MOW WORLD（ひろしまPステーション）
- 773クラブ（FMななみ）
- バトルミュージック（エフエムおのみち）
- INTERVOICE JAM（レディオBINGO）

### 映画・CM
- 映画「未来への贈りもの」主題歌に、sleep'eatオリジナル曲「願い星」提供
- テレビ朝日主催「小学生クラス対抗30人31脚」広島大会のCMソングに、サンフワラーオリジナル曲「Only one Dream」提供